# Сьохо-Мару (1936)
Сьохо-Мару (Syoho Maru) — судно, яке під час Другої світової війни брало участь у операціях японських збройних сил на Маршаллових островах. 
Судно спорудили в 1937 році на верфі Mitsui Bussan у Тамі на замовлення компанії Simatani Kisen. Як силову установку для нього використали парову машину потрійного розширення, при цьому вугільний бункер ємністю 360 тонн забезпечував дальність плавання у 3800 миль.
Певний час судно було відоме як Шохо-Мару (Shoho Maru), проте невдовзі назву уточнили до Сьохо-Мару. 
У 1941-му судно реквізували для потреб Імперського флоту Японії.
28 листопада 1943-го судно вийшло з Йокосуки у складі конвою №3128, який 12 грудня прибув на атол Трук у центральній частині Каролінських островів (тут ще до війни створили потужну базу японського ВМФ, з якої до лютого 1944-го провадились операції в цілому ряді архіпелагів). Наприкінці 1943 року Сьохо-Мару перебувало у східній частині Каролінських островів. 31 грудня в районі за дві з половиною сотні кілометрів на південний схід від острова Понпеї та за три сотні кілометрів на північний захід від Кусаїє його перестрів та потопив американський підводний човен USS Greenling.